# Хајдук Вељкова барутана
Хајдук Вељкова барутана представља непокретно културно добро као споменик културе од изузетног значаја, налази се у Неготину.
Хајдук Вељкова барутана се налази у центру града Неготина, у порти цркве Свете Тројице, и датира из времена Првог српског устанка. Она је подигнута специјално за чување барута, што је условило и њено градитељско решење, укопана у земљу са кровом на четири воде, засведена полуобличастим сводом и покривена ћерамидом. Ова барутана једини је сведок легендарних борби устаника, који су радије дали своје животе но своју слободу и свој град. 
Барутана се у називу везује за Вељка Петровића (1780–1813), српског хајдука и јунака Првог српског устанка (1804–1813), који је утврдио и организовао одбрану Неготина од стране Турака.

## Галерија
- Хајдук Вељкова барутана, 1911. године
- Предња страна
- Задња страна
- Споменик поред барутане